# Eberhard Bernatzki
Eberhard Bernatzki (* 12. Juli 1936; † 24. April 2017 in Berlin) war ein deutscher Sportfunktionär und Träger des Bundesverdienstkreuzes.

## Leben
Eberhard Bernatzki war lange Jahre Präsidiumsmitglied des Nordostdeutschen Fußballverbandes und setzte sich sehr für den Jugendfußball ein. So war er auch Mitglied im DFB-Jugendausschuss.
Von 1949 bis 1976 spielte er für TSV Grünau-Bohnsdorf (später bei SG Grünau gemeinsam mit Konrad Dorner), Hertha Zehlendorf und SFC Stern 1900, durch welcher auch seit 2006 ein Eberhard-Bernatzki-F-Juniorenturnier, nach dessen Tod als Eberhard-Bernatzki-Gedächtnis-F-Juniorenturnier weitergeführt, ausgerichtet wird.
Insgesamt war Bernatzki über 50 Jahre Vereinsmitglied bei SFC Stern 1900. Bereits 1967 hatte er das immer noch bestehende Vier-Städte-Turnier für Junioren (2018 waren es neben dem diesjährigen Ausrichter Berlin noch mit Wien ein anderer Gründungsteilnehmer, Ljubljana und Zagreb) im damaligen VBB, jetzt BFV, initiiert.
Er erhielt zeitlebens zahlreiche Auszeichnungen für sein Wirken.

## Eberhard-Bernatzki-Preis für herausragende Jugendarbeit
Zur Ehrung wird, schon zu Lebzeiten Bernatzkis, in Berlin durch den BFV der Eberhard-Bernatzki-Preis für herausragende Jugendarbeit vergeben. 2010 ist dieser aus dem Sepp-Herberger-Preis des BFV hervorgegangen.
Eine Auswahl der Preisträger sind:
- 2010: VfB Einheit zu Pankow und SFC Stern 1900
- 2012: FC Internationale Berlin (Juniorinnen)[5]
- 2013: SV Schmöckwitz-Eichwalde[6]
- 2014: Eintracht Mahlsdorf
- 2015: 1. FC Union (Juniorinnen)[7], Berolina Stralau[8]
- 2017:[9]
  - Berliner SV 1892 (Junioren)
  - Berliner TSC (Juniorinnen)
- 2018: Türkiyemspor Berlin (Juniorinnen)
- 2019: Blau Weiss Berolina Mitte

## Auszeichnungen (Auswahl)
- Goldene Ehrennadel des BFV (1991)[1]
- Bundesverdienstkreuz am Bande (1995)[1]
- Goldene Ehrennadel des DFB (2007)[10]
- Ehrenmitglied des Nordostdeutschen Fußballverbandes und des Berliner Fußball-Verbands[1]